# Franz II. Xaver von Salm-Reifferscheidt

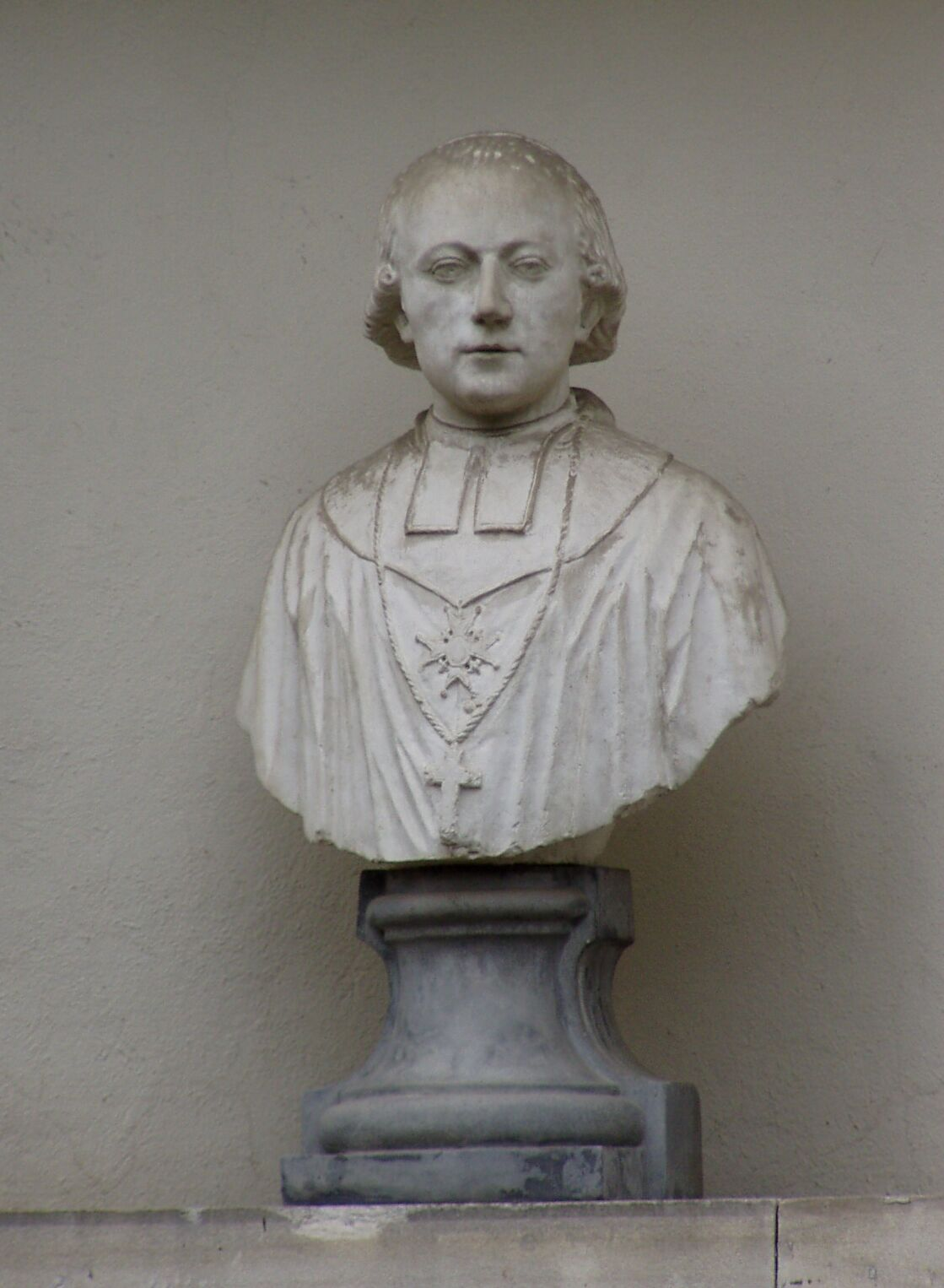
Büste von Salm-Reifferscheidt links des Nordeingangs zum Klagenfurter Dom

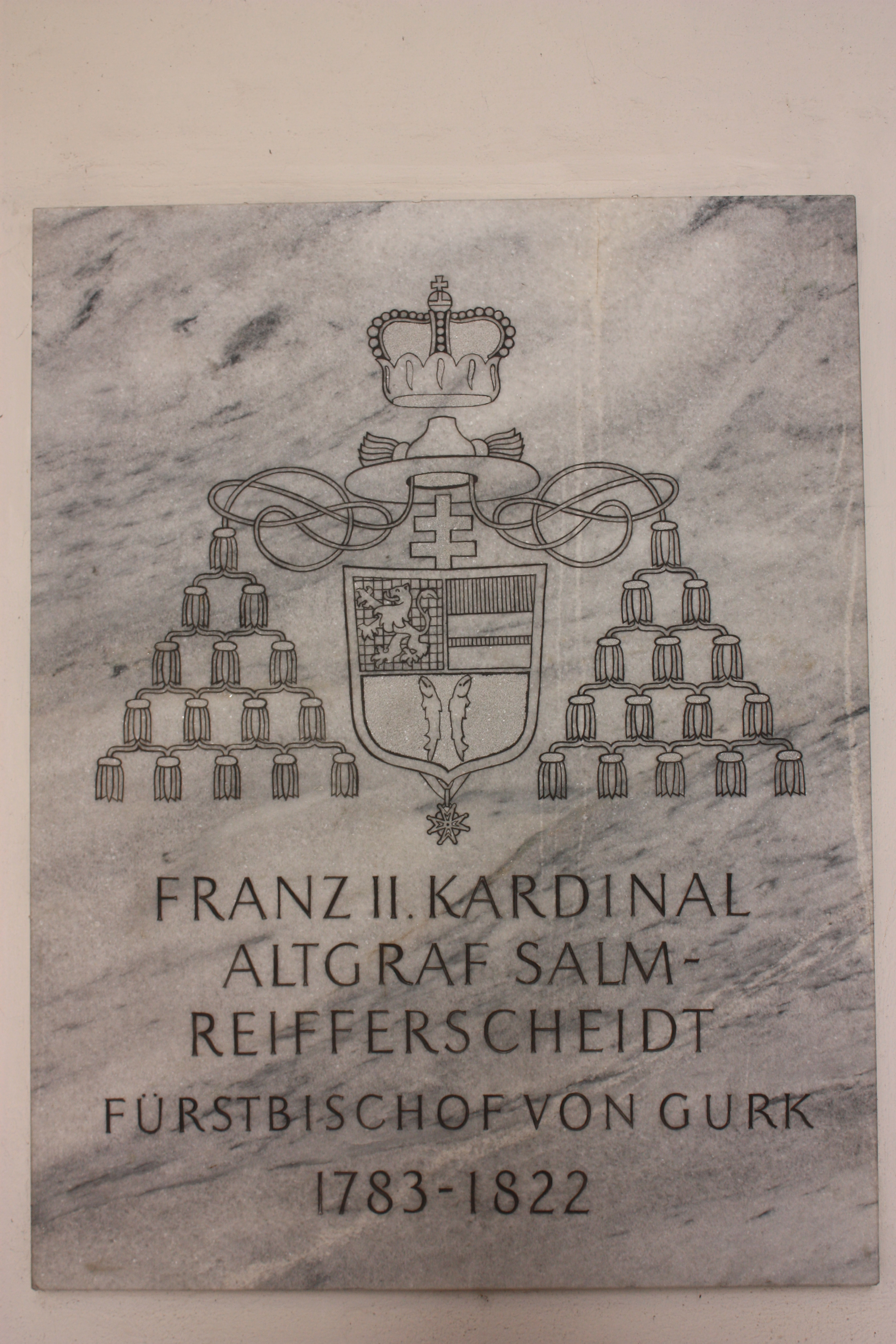
Grabstätte von Kardinal Salm in Straßburg

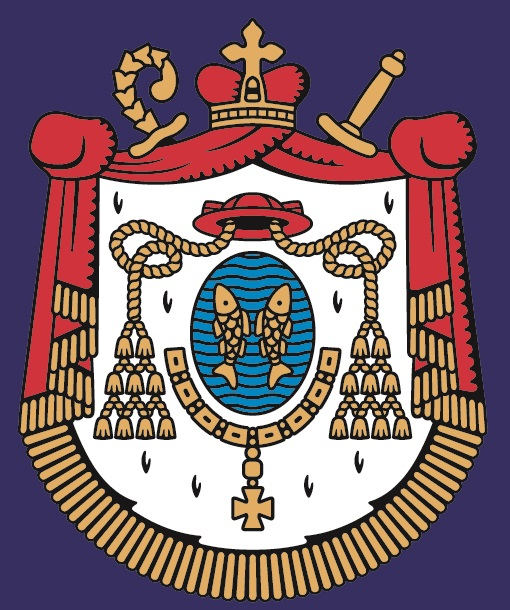
Heraldisch nicht korrekte Wappendarstellung mit Verweis auf Fürstbischof Salm-Reifferscheidt im Logo der Hirter Brauerei.

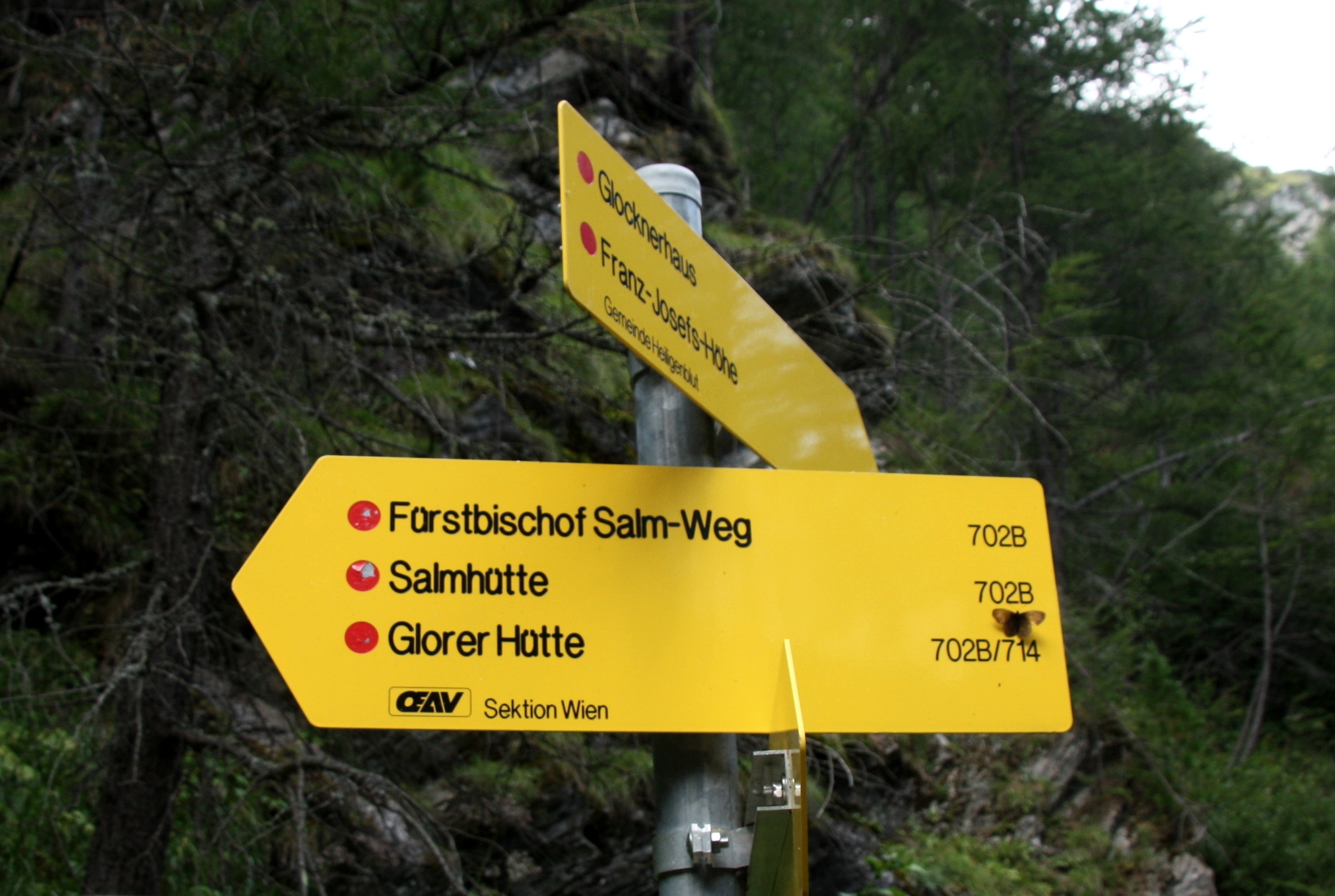
Wegweiser Fürstbischof Salm-Weg im Leitertal

Franz II. Xaver Altgraf von Salm-Reifferscheidt (* 1. Februar 1749 in Wien; † 19. April 1822 in Klagenfurt) war Fürstbischof von Gurk,  Kardinal und Pionier des Alpinismus.

## Leben
Franz Xaver wurde als viertes von insgesamt zehn Kindern des Anton Joseph Franz Altgrafen von Salm-Reifferscheidt-Raitz (1720–1769) und dessen Frau Maria Anna von Rogendorf in Wien geboren. Sein Vater stammte aus der zu Raitz ansässigen Linie der Familie Salm-Reifferscheidt; die Herrschaft Krautheim gehörte einer anderen Linie dieses Geschlechtes. Dennoch taucht der Fürstbischof immer wieder mit dem Namen „Salm-Reifferscheidt-Krautheim“ auf.
Der Vater des späteren Fürstbischofs war Erzieher von Kaiser Joseph II. und Ritter des Goldenen Vlieses. In seiner Jugend soll Franz Xaver häufig Spielgefährte des späteren Kaisers gewesen sein. Seine Studien absolvierte er am Theresianum in Wien, anschließend studierte er in Rom Theologie, wo er am 25. August 1775 in der Peterskirche von Papst Pius VI. zum Priester geweiht wurde. Er erlangte das Kanonikat von Olmütz und Salzburg. Dank seiner guten Kontakte zum Wiener Hof wurde er sogar in das Domkapitel von Köln und Straßburg aufgenommen. Kaiserin Maria Theresia verdankte er die Bestellung zum Auditor Rotae in Rom. Mit Papst Pius war Salm persönlich befreundet.
Am 20. November 1783 wurde er zum Fürstbischof von Gurk ernannt, am 24. Juli 1784 vom Papst bestätigt. Am 9. August desselben Jahres empfing er durch den Salzburger Erzbischof Hieronymus von Colloredo die Bischofsweihe. Mitkonsekratoren waren der Fürstbischof von Chiemsee, Ferdinand Christoph von Waldburg-Zeil, und der Bischof von Brünn, Vinzenz Joseph von Schrattenbach. Am 13. August 1784 machte er seinen Antrittsbesuch in Gurk, bei seiner Installation neun Monate später am 16. Mai 1785 ließ er sich durch den Dompropst vertreten. Bischof Salm war der letzte Gurker Bischof, der – wenn auch nur wenige Monate – in Schloss Straßburg residierte. 1786 verlegte er aufgrund umwälzender josephinischer Kirchenreformen den Bischofssitz von Gurk nach Klagenfurt. In Klagenfurt residierte er vorerst im Viktringerhof, 1791 bezog er das Palais der verstorbenen Erzherzogin Maria Anna in der Völkermarkter Vorstadt, welches bis heute die bischöfliche Residenz der Diözese Gurk blieb.
Unter Salm wurden auch die Grenzen des Bistums bedeutend vergrößert: von Salzburg wurden 96, von Görz 56, von Laibach 5 und von Lavant eine Pfarre abgetreten, das gesamte Gebiet des heutigen Kärntens mit Ausnahme des Lavanttales gehörte von nun an zu Gurk.
Dreimal (1797, 1805 und 1809) wurde Klagenfurt von feindlichen Truppen besetzt, am 30. März 1797 weilte Napoléon Bonaparte selbst in Klagenfurt, zwei Tage zuvor nahm sein General Masséna im bischöflichen Palais Quartier. Im Kriegsjahr 1809 begleitete Bischof Salm die Kärntner Landwehr persönlich nach Südtirol.
Bischof Salm schlug vor, die Bistümer Salzburg und Gurk zusammenzulegen, um ihm die Koadjuterie und das Recht der Nachfolge einzuräumen. Man beschuldigte den Bischof daraufhin des Ehrgeizes und des Machtstrebens. Auch wurde das Projekt für nicht ausführbar gehalten, da eine so große Diözese schwer zu verwalten gewesen wäre. Um Salm auf die eigene Diözese zu begrenzen, drohte man, ihm einen Koadjutor zur Seite zu stellen, sollte er sich länger als drei Monate außerhalb seines Bistums aufhalten.
Am 23. September 1816 wurde Salm durch Papst Pius VII. zum Kardinal erhoben, er war der letzte Gurker Bischof, der diese Würde erlangte.
Salm war außerdem ein Förderer der Künste und ein Naturfreund, der unter anderem in den Jahren 1799 und 1800 die Erstbesteigung des Großglockners organisierte. Zur Erinnerung an ihn wurden die Salmhütte und der Wanderweg durch das Leitertal nach ihm benannt und durch eine Gedenktafel an die auf diesem Weg geführte Expedition erinnert.
Weniger glücklich war Salm in seinen wirtschaftlichen Unternehmungen. Er kaufte Eisenwerke dem Staat ab, kam jedoch durch die Aufnahme von Anleihen und ausländische Konkurrenz in schwere finanzielle Bedrängnis. Außerdem führten seine Wohltätigkeit, aber auch teure Hofhaltung letztendlich zum vollkommenen finanziellen Zusammenbruch, ab 1821 musste sich der von Gläubigern bedrängte und völlig verarmte Bischof mit zwei Zimmern im Priesterseminar als Wohnung begnügen.
1822 erlitt er bei einer Spazierfahrt einen Schlaganfall und starb in Anwesenheit seines Kapitels. Bischof Salm wurde in der Stadtpfarrkirche St. Nikolai in Straßburg (Kärnten) beigesetzt.